# Motomarine
Une motomarine, aussi dénommée jet, scooter des mers, moto aquatique est l'un des types de véhicule nautique à moteur (VNM, selon la terminologie ministérielle en France). Ce petit véhicule de loisir nautique chevauché est propulsé par un hydrojet, lui-même actionné par un moteur à combustion. Cet engin est aussi souvent désigné par antonomase par les noms de marques commerciales de motomarines : jet ski ou sea-doo.
Il existe deux types de motomarines :
- les jets « à bras » où l'utilisateur se tient debout et contrôle l'appareil avec un bras mobile verticalement, muni de poignées de contrôle fixées sur un axe placé à l'avant ; Le bras oscillant est mobile sur environ un quart de cercle, dans un axe vertical (de bas en haut et inversement). Le guidon est muni de poignées, d'une gâchette de gaz et d'un coupe-circuit relié au poignet du pilote. Si le pilote tombe à l'eau, le coupe-circuit se détache et le moteur est instantanément coupé.
- les jets « à selle » (les plus communs) qui comportent un siège et un guidon similaire à celui d'une motoneige ou d'une motocyclette. Il comporte un guidon, un coupe-circuit, des compartiments de rangements et pour certains modèles : une gâchette de frein permettant à l'engin de freiner sur une distance de 30 mètres environ, ainsi qu'une commande permettant d'enclencher la marche arrière. Sur un jet à selle, un à trois passagers peuvent s'installer.

Conçue par un avocat américain amateur de motocyclettes, Clayton Jacobson II, la motomarine fut popularisée dans les années 1970 par la compagnie Kawasaki. D'autres constructeurs se joignirent au mouvement dans les années 1980 et la production mondiale depuis[2002 se maintient à près de 80 000 unités par an. Ce véhicule de plaisance ou sport sert aussi au sauvetage près des plages, à la surveillance maritime, l'accès à des sites côtiers et bien d'autres usages. Des compétitions existent partout dans le monde, souvent commanditées/sponsorisées par les compagnies productrices. Comme tout véhicule à moteur, une motomarine présente des risques et dangers, et est source de pollutions (pollution sonore, olfactive, par hydrocarbures) faisant que sa pratique est règlementée, spécifiquement, ou comme tout véhicule motorisé utilisé sur l'eau.

## Terminologie

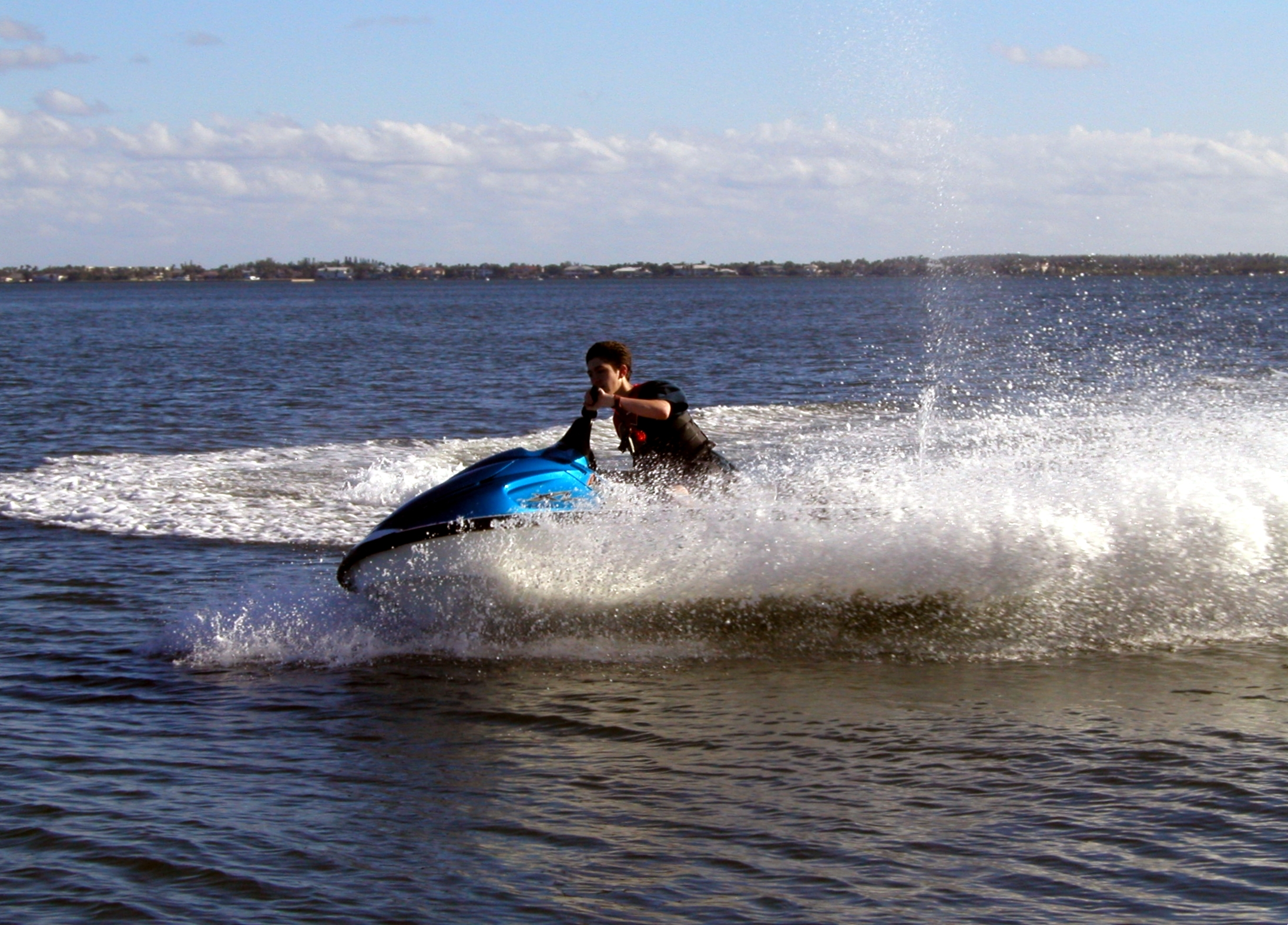
Un motomariniste (ou jetskieur) exécutant des virages

Le terme « Jet Ski », est la propriété de Kawasaki. Il désignait un véhicule commercialisé en 1973, qu'on nomme aujourd'hui « jet à bras » (ou « stand-up » en compétition). « Jet Ski » est devenu avec le temps un terme quasi-générique pour désigner aussi bien les jets « à selle » et « à bras ». D'autres fabricants ont également produit des engins similaires sous les marques Sea-Doo (Bombardier) et WaveRunner (Yamaha).
D'autres noms ont été suggérés pour éviter l'usage d'une marque commerciale et l'emprunt à l'anglais. Au Québec on parle de motomarine (terme officiellement recommandé par l’Office québécois de la langue française ; il s'y est rapidement imposé car les termes européens n'y sont pas employés. La personne qui pratique la motomarine au Canada est appelée « motomariniste » (n.m., n. f.) ou parfois « motomarinier » (n.m.) et « motomarinière » (n.f.). En Europe, l'emploi des termes jet, jet-ski/jetski/jet ski, « scooter des mers » ou (depuis 2000) « moto aquatique » dominent. Le terme administratif officiel, peu employé, pour la France est VNM (Véhicule nautique à moteur) ; on utilise souvent un nom de marque et l'utilisateur est nommé « jetskieur ».

## Histoire

### Invention

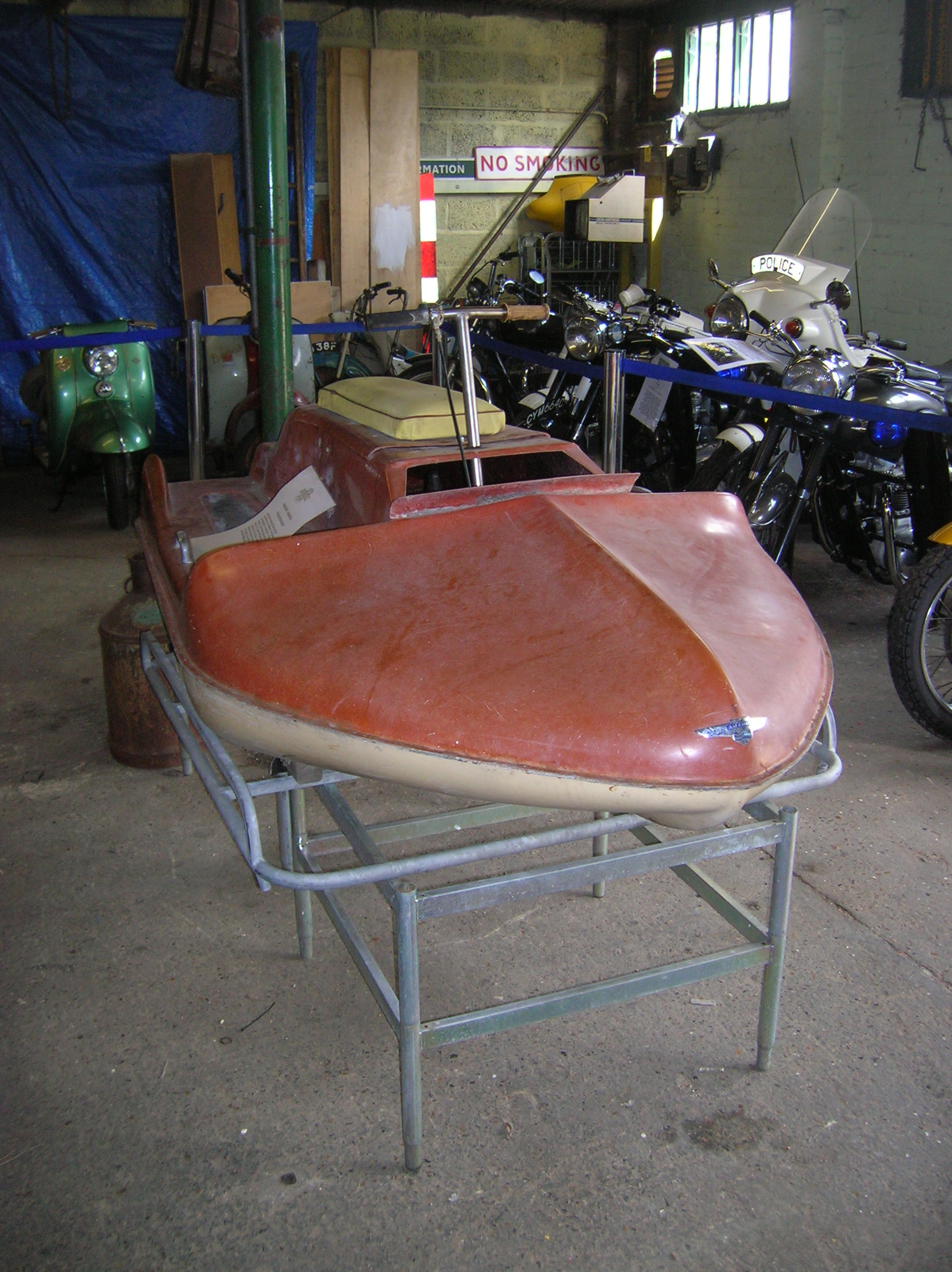
Amanda Water Scooter de 1955, précurseur de la motomarine.

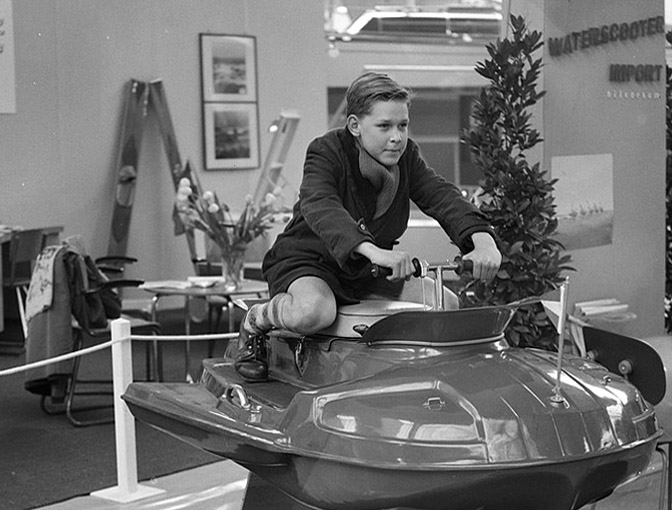
Image d'archive néerlandaise : Exposition d'un précurseur de la motomarine au salon nautique néerlandais Hiswa, ici le 20 avril 1956.

Il est difficile de dire quand la première embarcation ressemblant à une motomarine, et non à une chaloupe, a été produite. En 1955, la Vincent Motorcycle Company proposait déjà son Amanda Water Scooter, une embarcation munie d'un siège et d'un guidon. Elle était propulsée par un moteur de 200 cm³ relié à une hélice, plutôt qu’à un hydrojet.
Entre 1954 et 1968, un inventeur parisien, Yves Mandar, réalisera cinq versions différentes d'une adaptation nautique d'une motocyclette qu'il baptisa Motonautique. Elle comportait une selle, des skis et une hélice à la place des roues, ainsi qu'un système d'orientation du ski avant par un guidon. Le moteur et l'hélice étaient sur le ski avant pour les cinq premiers prototypes et le sixième, qui aurait dû avoir l'ensemble motopropulseur sous la selle, en restera au stade de la planche à dessin. Lorsque le véhicule prenait de la vitesse, il montait sur les skis comme un hydrofoil. Malgré plusieurs dépôts de brevets et une constante amélioration des prestations, le concepteur abandonne en 1968, faute de débouchés commerciaux et d'un commanditaire financier pour l'industrialisation.
Cependant, l’invention officielle de la motomarine est communément attribuée à Clayton Jacobson II, un avocat américain amateur de motocyclettes, rêvant d'une machine permettant de faire du ski nautique sans avoir à être tracté par un bateau,. Ses premières versions étaient construites en aluminium, sans guidon mobile. En 1967, il fut engagé par le constructeur de motoneiges Bombardier pour qui il créa en 1968 une motomarine assise, le Sea-Doo. Cette motomarine avait une quille ronde et de petite largeur par rapport à sa longueur, lui donnant l'aspect d'une tortue quand la quille était immergée. Les ventes ne décollèrent pas avec un moteur de seulement 18 ch, une quille peu performante et des problèmes de fiabilité mécanique. Bombardier abandonna le projet en 1970 pour se concentrer sur son marché principal, les motoneiges, et rendit les droits de l'invention à Jacobson.
Jacobson fut alors approché par Kawasaki Heavy Industries (KHI). Il vendit les droits d'usage de son brevet à la compagnie et y développa le JetSki en 1973, la première motomarine de type « à bras ». La première série de JetSki mesurait 2,08 par 0,61 mètres, pesait 100 kilogrammes et était propulsée par un moteur de 398 cm3. La coque en fibre de verre était disponible en deux versions : le modèle WS-AA dont le fond était plat et le modèle WS-AB, plus agressif, avec un fond en V. Environ 550 unités furent fabriquées la première année dont les deux tiers en version WS-AB. Ces véhicules se vendaient 995 dollars US.

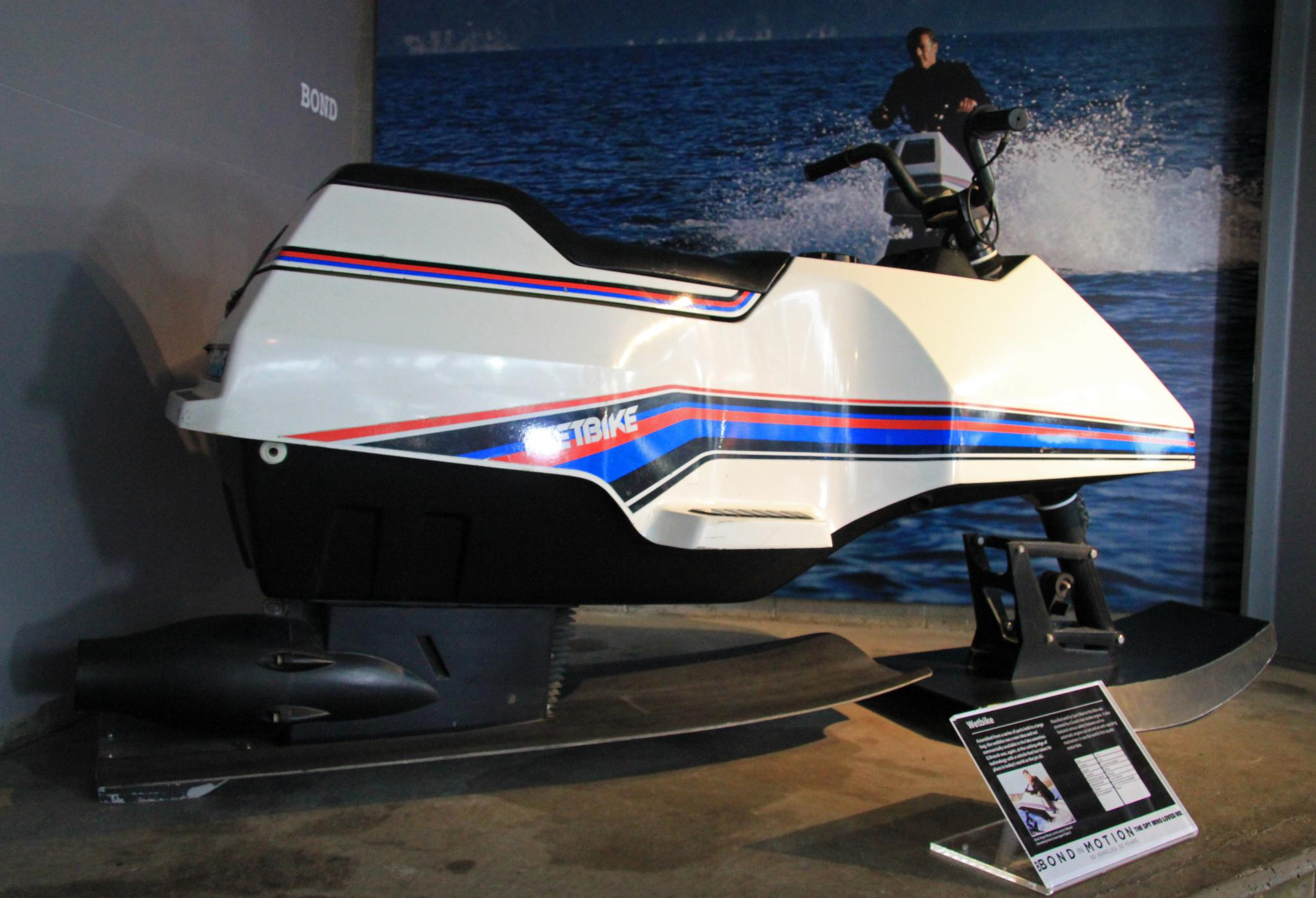
Wetbike de James Bond.

Après ce premier succès, Kawasaki et Jacobson se disputèrent la parenté de l'invention : la compagnie argumentait qu'elle n'avait pas eu besoin de son brevet pour développer le véhicule. À la suite d'un procès en 1979, Jacobson fut reconnu l'inventeur. En 1989, il intenta une autre action contre Kawasaki et deux de ses filiales aux États-Unis. Il alléguait alors que la compagnie avait obtenu un brevet pour le Jet Ski au Japon en nommant deux de ses employés comme les inventeurs. Il gagna contre la compagnie mère en juillet 1991 et obtint du jury 7,5 millions de dollars pour dommages, plus 13,5 millions en compensations punitives. En appel, un juge ordonna un nouveau procès. Finalement, en août 1992, les deux parties en arrivèrent à une entente hors-cour dont le montant ne fut pas publié mais qui reconnaissait Jacobson comme l'inventeur une fois pour toutes.
En 1978, un autre type de motomarine est venu concurrencer l'invention de Jacobson. Le Wetbike de la firme américaine Spirit-Marine, similaire à la motonautique d'Yves Mandar, était équipé d'un puissant propulseur Suzuki (60CV) entraînant toutefois une turbine carénée en lieu et place d'une dangereuse hélice. Le Wetbike atteignit la production de série et figura même dans le film de James Bond L'espion qui m'aimait, mais il ne rencontra pas un grand succès commercial, la clientèle préférant les configurations dépourvues de fourche suspendue et de ski avant orientable pour les actuels jets « à bras » et « à selle », plus stables.

### Apparition sur le marché

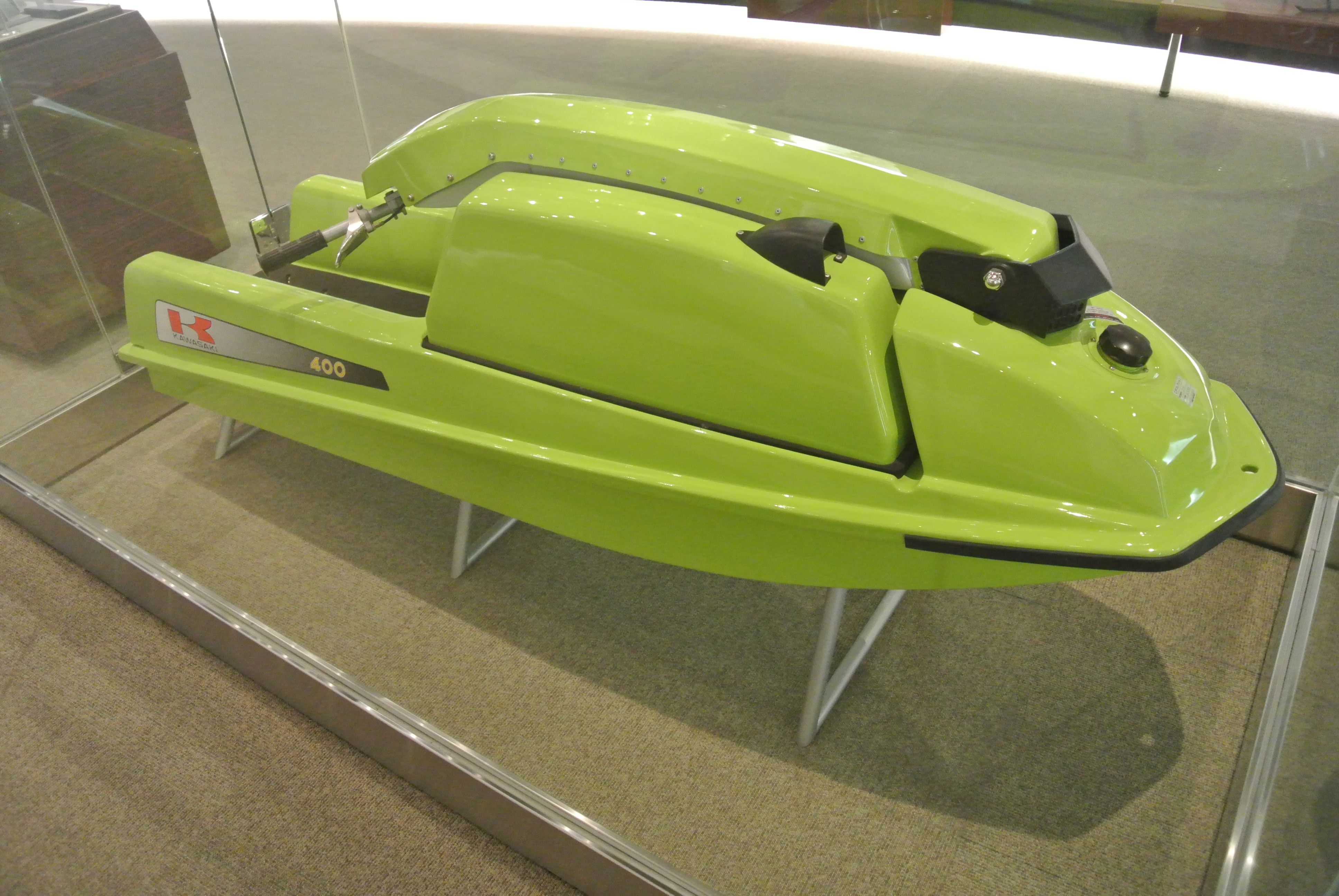
Kawasaki JS400 à bras original de 1973.

Bien que certains constructeurs d'embarcations aient mis sur le marché des motomarines utilisant des moteurs hors-bord, comme l’Aquarail, un modèle vendu en « kit » en 1972, Kawasaki demeura le seul producteur de motomarines, telles que nous les connaissons aujourd'hui, jusqu'en 1986 alors que Jacobson a vendu un droit d'utilisation de son invention à Yamaha. Cette dernière, qui construit des véhicules nautiques depuis les années 1960, produit alors son premier WaveRunner (nommée à ce moment Marine Jet 500T). Il s'agit de la première motomarine à selle au monde, le modèle qui domine maintenant le marché. Devant le succès obtenu par le Jet Ski, Bombardier décida également de reprendre la production du Sea-Doo en 1988.
En 1992, c'est au tour d'un autre constructeur de motoneiges, la firme américaine Polaris, de se lancer dans ce nouveau marché et remporte un franc succès auprès de la clientèle des États-Unis. En 1993, Arctic Cat de Thief River Falls dans le Minnesota emboîte le pas avec les jets Tigershark, motorisés par la firme Suzuki. En 2010, trois constructeurs se partagent l'essentiel du marché : Bombardier, Kawasaki et Yamaha. Les ventes mondiales ont connu une constante progression jusqu'en 1995 alors qu'on a atteint un maximum de 200 000 unités vendues annuellement, la plus grande part étant destinée à l'Amérique du Nord.
Par la suite, la production a décliné pour se stabiliser autour de 79 500 depuis 2002. En 2004, selon l'Association des constructeurs de motomarines la valeur totale des ventes se situait à 733 454 700 dollars américains, le prix d'une motomarine était de 9 226 dollars américains. On comptait environ 1,5 million de ces véhicules en circulation aux États-Unis seulement. Depuis le milieu des années 1990, ce sont les jets à selle qui constituent la presque totalité des ventes aux États-Unis, les modèles pour trois passagers formant la catégorie la plus en progression.

### Sport
Le sport lié à la motomarine émerge dans les années 1980 avec des engins développant 440 cm3 et 550 cm3 dont la coque est pratiquement identique à celle des premiers modèles du constructeur japonais Kawasaki. Les 550 cm3 seront disponibles jusqu'au milieu des années 1990, puis remplacés par des modèles plus puissants. La popularité grandissante de ce sport aux États-Unis suscita l'apparition d'une fédération mondiale : l'IJSBA (« International Jet Ski Boating Association ») rebaptisée « International Jet Sport Boating Association » car le terme « JetSki » est une marque commerciale appartenant à Kawasaki. La compétition mondiale débutera à cette époque sur le Lac Havasu en Arizona.
L'IJSBA a une antenne en Europe, l'EJSBA où parallèlement, une autre fédération internationale, plus importante s'est développée, l'Union internationale motonautique (UIM), dont le siège se trouve à Monaco. L'UIM organise elle aussi un circuit de coupe du monde et un championnat du monde de motomarine et selon les pays, c'est tantôt à l'UIM tantôt à l'IJSBA que s'affilient les fédérations nationales. À la fin des années 1990, l'IFWA (International Freeride Watercraft Association) est créée aux États-Unis, spécifiquement pour règlementer et développer la discipline du freeride, avec là aussi une coupe du monde et un championnat du monde. Le siège de l'IFWA a migré au Brésil où la motomarine s'est fortement développé depuis la fin des années 1990.
On distingue plusieurs disciplines : des courses de vitesse en circuit fermé, des courses de vitesse au large (offshore), des courses d'endurance, des épreuves de freestyle (style libre) et de freeride. Et, sauf pour le freestyle, il existe au minimum deux catégories : les jets à selle et les jets à bras. Pour les courses les engins sont généralement classés selon le degré de modifications autorisées : les modifications mineures entrent dans la catégorie dite « stock », les modifications intermédiaires dans la catégorie dite « limited », et les modifications plus poussées dans la catégorie dite « F1 ». En freestyle et freeride, ces catégories n'existent pas, on classe les concurrents en fonction du type de jet utilisé (à bras ou à selle).
De nombreuses nations sont représentées aux épreuves internationales, où la France et les États-Unis totalisent le plus de champions du monde, tant au niveau de l'IJSBA, de l'UIM que de l'IFWA.

## Types

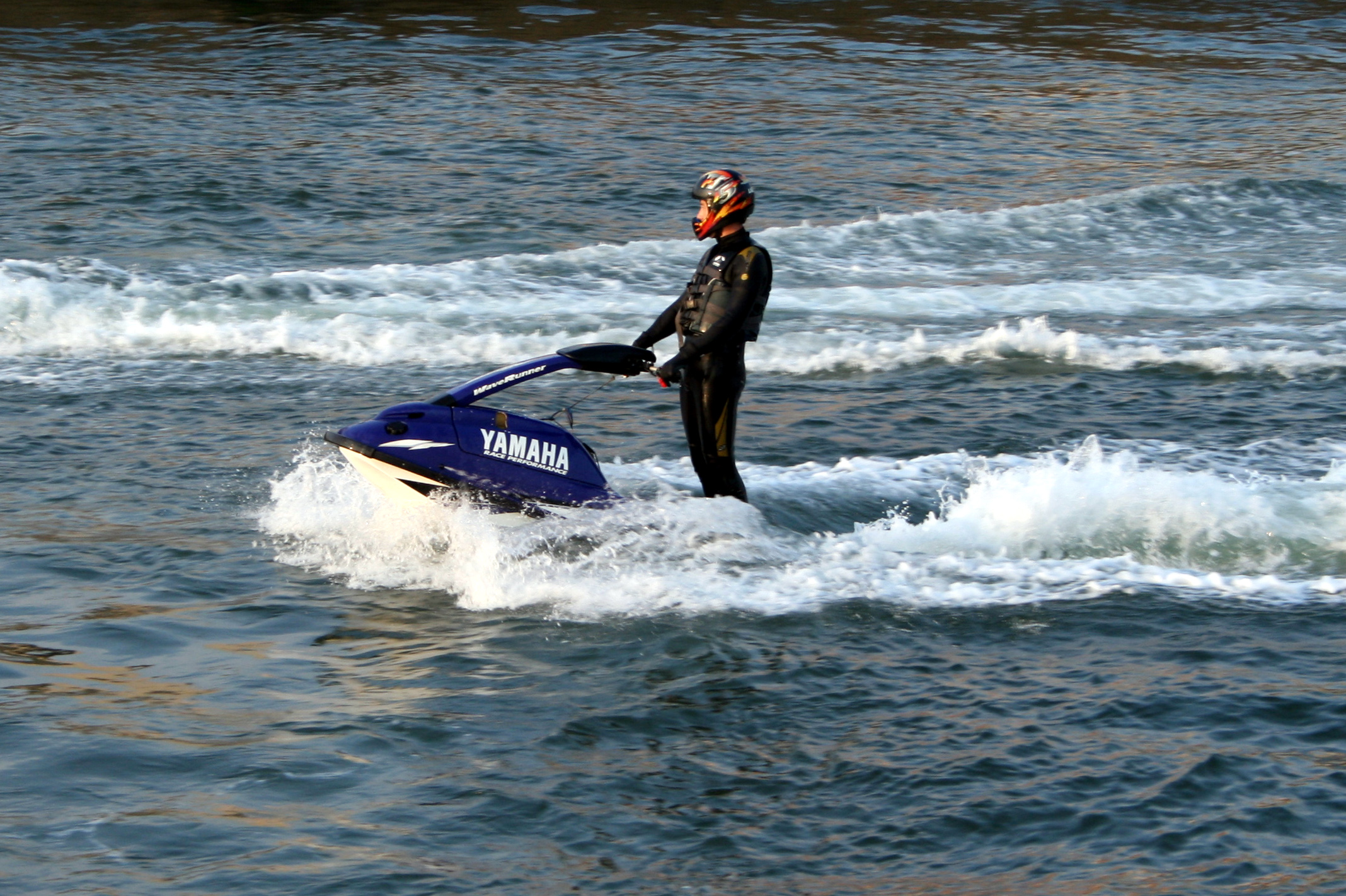
Jet à bras.

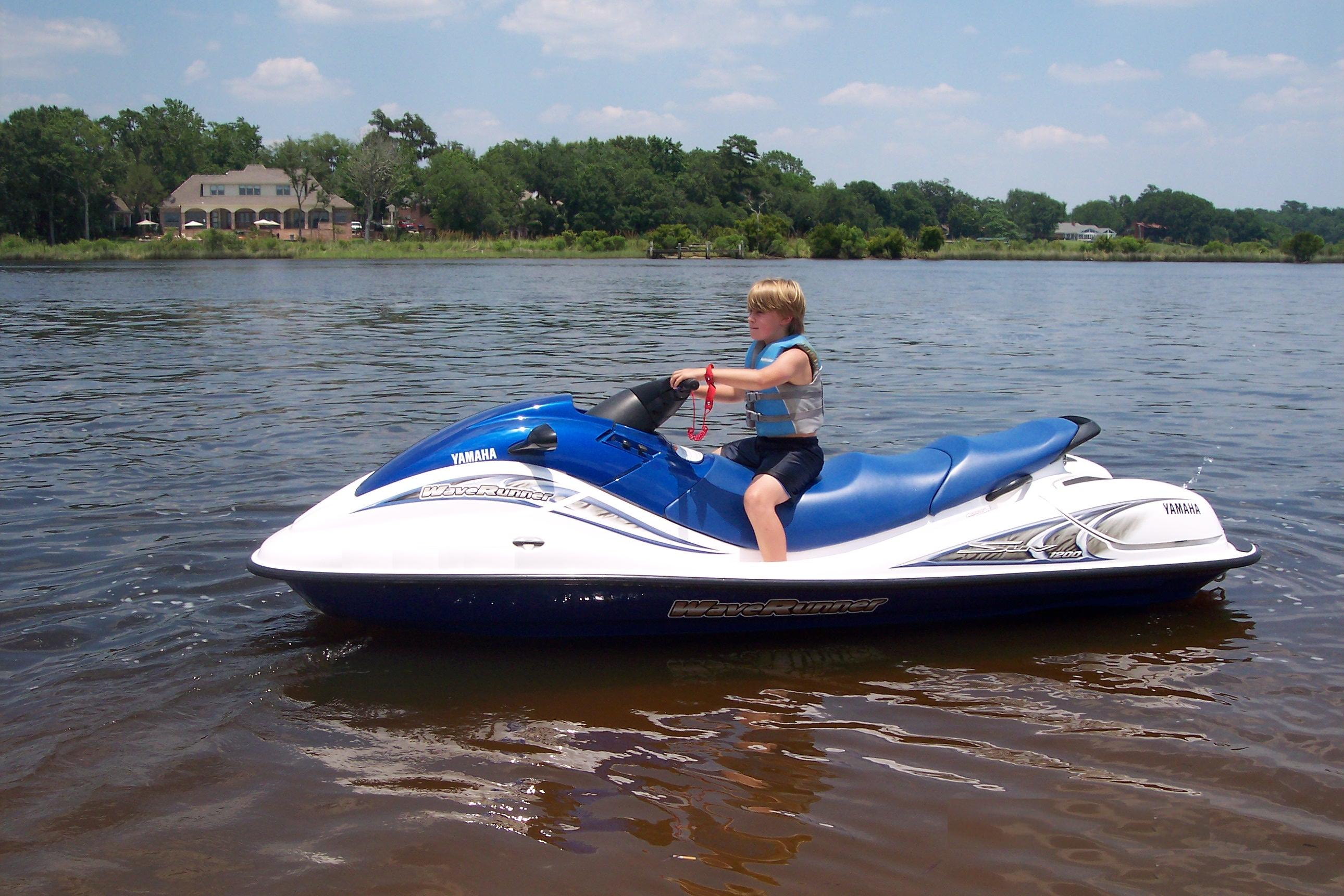
Jet à selle.

### À bras
Le modèle à bras se différencie de celui à selle par le fait qu’il est dépourvu de toute assise. Son pilote doit se tenir debout, les pieds sur une plate-forme spécifique nommée baquet. Son guidon est monté sur un bras articulé qui l’accompagne dans ses mouvements verticaux. Le jet à bras est aussi appelée « stand-up ».
Les différentes pratiques sportives en motomarine à bras sont :
- Freeride : pratique plutôt réservée au jet à bras, il s'agit d'exécuter des figures en évoluant sur les vagues et en se servant de celles-ci comme d'un tremplin.
- Freestyle : pratique plutôt réservée au jet à bras, elle se déroule sur eau plate. Le pilote crée des vaguelettes en effectuant des aller-retours et se sert de son sillage pour décoller et exécuter des figures similaires à celles du freeride. Cette pratique nécessite une grande puissance moteur à bas régime et des équipements spécifiques sur le jet (poignées supplémentaires sur certaines machines, pour l'exécution de certaines figures).
- Vitesse : course de vitesse exécutée sur un circuit matérialisé par des bouées et comparable à une course de MotoGP.
- Offshore : course de vitesse en dehors d'un circuit de bouées, généralement au large. C'est vraisemblablement la discipline la plus physique en jet à bras.

### À selle
Le modèle à selle, également appelé « scooter des mers » (Europe), est d’un gabarit bien supérieur au jet à bras. Il est équipé d’une assise qui recouvre le bloc moteur, d’où sa dénomination de jet à selle. Il a été conçu à l'origine pour transporter deux personnes mais on en trouve maintenant à trois et même quatre places. Ce type de jet est aussi appelé « Runabout », en référence au terme « WaveRunner » de Yamaha.
Les différentes pratiques sportives en motomarine à selle sont :
- Vitesse : course de vitesse exécutée sur un circuit matérialisé par des bouées. Ce type de course est comparable à une course de MotoGP.
- Offshore ou rallye-raid qui consiste à faire une course sur une longue distance avec des points de contrôle et qui peut durer de 2 à 6 jours.

## Détails techniques

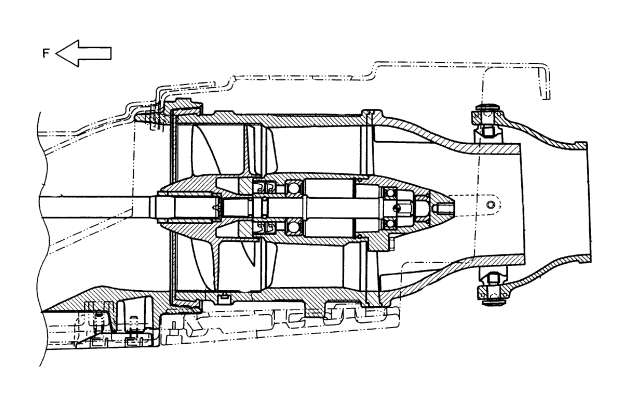
Diagramme en coupe d'un hydrojet.

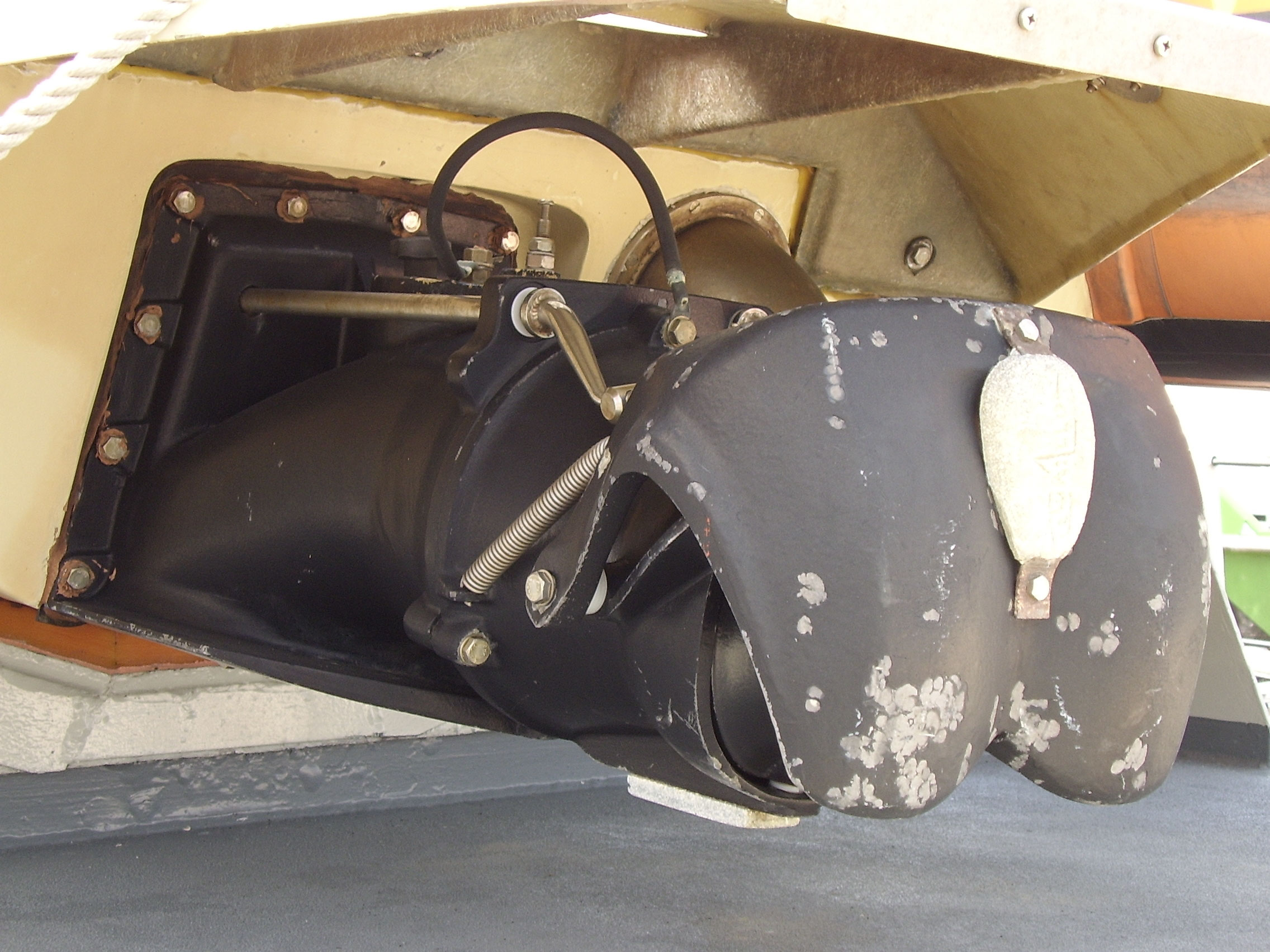
Hydrojet sur un bateau de police.

Les motomarines sont équipées de moteurs qui actionnent une turbine de type hydrojet, aspirant de l’eau à l’avant, la concentrant par turbinage combiné à l'effet venturi, et l’expulsant à l'arrière du véhicule. Ce jet orientable par le guidon génère le déplacement et permet le changement de direction. Aucune hélice n'est visible à l'extérieur de la coque, ce qui réduit le danger d’accident. Pour un contrôle de direction supplémentaire à basse vitesse, de petites ailettes de gouvernail équipent généralement les modèles à selle.
Au début des années 2000, la quasitotalité des motomarines étaient équipées de moteurs deux-temps à carburateur. Ces moteurs sont très polluants (selon l'Environmental Protection Agency : 30 % du carburant des motomarines était imbrûlé et libéré dans l'eau, et selon Environnement Canada en 2006, près de 100% des motomarines utilisées au Canada étaient ainsi équipées, avec une proportion d’essence directement rejetée dans l'eau pouvait même atteindre 50 % (« ce qui équivaudrait pour chaque heure d’utilisation à environ trois ou quatre litres d’un mélange composé d’essence et d’huile ». C'est pourquoi le Nouveau-Brunswick a été parmi les premiers, en 2001 via une Loi sur l’assainissement de l’eau, à interdire l’accès des engins motorisés à certains bassins hydrographiques protégés.
Les engins mis sur le marché ont peu à peu été équipés (majoritairement maintenant) de moteurs à injection à quatre-temps avec convertisseurs catalytiques. Ces moteurs réduisent les gaz polluants et le bruit conformément aux règlements de l’Environmental Protection Agency (EPA) aux États-Unis ou ceux, encore plus stricts, de la Californie,. Ces moteurs réduisaient en 2008 les émissions des engins neufs de plus de 90 %, par rapport à ceux vendus 10 ans plus tôt (1998). Ils sont, depuis 2003, disponibles chez tous les constructeurs et constituent maintenant la majorité des ventes. L’insonorisation des coques, de meilleurs systèmes d’échappement et l’utilisation de matériaux absorbant les vibrations ont permis de réduire le bruit des motomarines de 70 % par rapport aux engins des années 1990. Si ces améliorations ont réduit sensiblement les nuisances des moteurs thermiques, elles ont toutefois peu d'effets sur les émissions sonores dues aux sauts hors de l'eau, aux retombées des enfins sur l'eau, ou aux pratiques de certains utilisateurs peu scrupuleux.

## Usages

### Plaisance/sports aquatiques

Couple d'adolescents sur une motomarine de marque Sea-Doo fonçant sur le Mékong, à Don Det dans le Si Phan Don, au Laos.

Les motomarines sont agiles, faciles à conduire après une formation appropriée et peu coûteuse. Elles sont plébiscitées[réf. souhaitée] par les plaisanciers pour faire des balades sur les lacs et rivières. Les sorties en mer sont possibles mais plus techniques et nécessitant un entretien plus poussé. Si les jets à bras sont très instables et nécessitent une bonne expérience en mer, les jets assis, notamment les trois places, sont de plus en plus stables et utilisables en mer, même par des débutants. Une remorque permet de les tracter par une automobile et, pour les pratiquants occasionnels, elles peuvent être louées sur place. La version à selle est en général assez puissante pour tirer un skieur, sa puissance pouvant atteindre 300ch.

### Utilitaire
Ces caractéristiques rendent la motomarine utile pour certaines professions. Elle est utilisée pour le Sauvetage aquatique, de plus en plus, car agile et rapide et accédant à des eaux très peu profondes, moins accessibles aux zodiacs et autres bataux de sauvetage. Elles peuvent remplacer les hors-bords et autres embarcations pour certains biologistes qui étudient la vie aquatique, les policiers chargés de la surveillance des lacs et rivières, ou les entraîneurs de nageurs et de rameurs de compétition.
La marine peut également les employer pour des missions de commando ou de patrouille rapprochée.

### Compétition
Des compétitions de motomarines sont organisées sous l'égide d'instances régionales, nationales ou internationales comme l'UIM (Championnat du monde d'aquabike), l'IFWA pour le Freeride et l'IJSBA. Il existe des courses de vitesse en circuit fermé autour de bouées, des courses de vitesse en mer (le « Jet offshore »), des courses d'endurance, des épreuves de freestyle et de freeride. Il y a eu pendant quelques années des épreuves de slalom parallèle mais celles-ci ont disparu à la fin des années 1990.
Les courses de vitesse au large sont les épreuves qui réunissent le plus de participants (parfois plus de 200 pour les épreuves dites « ouvertes ») mais les pilotes de freestyle et de freeride bénéficient généralement d'une popularité plus importante pour l'aspect spectaculaire de leurs figures. Par ailleurs, ces compétitions se disputent souvent dans des zones pouvant accueillir confortablement les spectateurs.
Quelques grands noms qui ont fait l'histoire de la motomarine en tant que sport :
- Jeff Jacobs
- David Gordon
- Tera Laho
- Nicolas Rius
- Dustin Motzouris
- Dustin Farthing
- Steven Dauliach
- Teddy Pons
- Christy Carlson
- Eric Malone
- Franky Zapata
- Chris Mc Clugage
- Chris Fischetti
- Cyrille Lemoine
- Eric Roy
- Mark Sickerling
- Didier Navarro
- Karine Paturel
- Jimmy Visser
- Pierre Maixent
- Scott Watkins
- Jeff Kantz
- Amy Green
- Janelle Barr
- Marc Sickerling
- Ross Champion
- Alessander Lenzi
- Federico Bufacchi
- Jean-Pierre Simonini
- Jean-Baptiste Botti
- François Medori
- Jean-Bruno Pastorello
- Jennifer Ménard
- Julie Bulteau
- Jérémy Poret
- Romain Stampers
- Raphaël Maurin

La France compte beaucoup de champions alors que ce sport y est plutôt marginal. La prise de conscience environnementale et l'augmentation des coûts du carburant ont terni la popularité de ce sport depuis le début des années 2000. Moins bien perçu, il suscite moins de couverture médiatique, moins de commanditaires/sponsors et le nombre de ses adeptes et compétiteurs a chuté en quelques années.

## Règlementation

### Canada
Les moins de 16 ans n'ont pas le droit de conduire une motomarine, et elle est interdite sur tout ou partie de certains plans d'eau. Des bouées spécifiques ou des consignes affichées informent de ces restrictions.

### France
La motomarine est classée « véhicule nautique à moteur » (VNM), utilisable de jour uniquement et à moins de 6 milles marins d'un abri pour les motomarines à selle pouvant embarquer au moins deux personnes, et 2 milles marins d'un abri pour celles à bras,. La bande littorale des 300 m est en principe interdite aux VNM, qui ne peuvent approcher la terre que via des chenaux traversiers si la zone est balisée, ou en ligne droite perpendiculaire à la plage lorsque la zone n'est pas balisée, dans tous les cas sans dépasser la vitesse de 5 nœuds. Pour piloter une motomarine, le permis bateau est obligatoire (côtier en mer et fluvial sur les fleuves et lacs), accessible dès 16 ans. Dans les bases agréées, il est possible de naviguer sans permis lors d'initiations ou de randonnées encadrées par des moniteurs diplômés.
L'application de la législation de la bande des 300 m par les autorités locales tend à être plus strictement suivie pour les motomarines que pour d'autres embarcations marines, surtout dans le sud de la France, à cause d'inconvénients perçus ou réels[réf. souhaitée]. Ainsi, les bateaux à moteur, même très puissants, ont parfois le droit de circuler dans la bande des 300 m à une vitesse de 5 nœuds, même en dehors de chenaux traversiers, alors que les motomarines en sont exclues comme dans le parc national des Calanques, près de Marseille. Les motomarines sont interdites sur certains lacs comme ceux d’Annecy, du Léman et du Bourget. Cependant, la situation semble plus égalitaire sur la côte atlantique ou dans la Manche où la concentration de motomarines et de plaisanciers est moindre et où les marées rendent difficile l'estimation de la bande de 300 m sans balisage[réf. souhaitée].

### Suisse
En Suisse, la motomarine est totalement interdite.

## Inconvénients

### Tensions avec les autres usagers
Depuis la fin des années 1990, les motomarines sont sources de tensions avec les autres usagers des plans d'eau (baigneurs, pêcheurs, embarcations à rames, voiliers) et certains riverains qui leur reprochent des nuisances sonores supérieures à celles produites par les autres engins à moteur et/ou des vitesses excessives à proximité d'autres embarcations ou des rivages.
Au Québec, il a été constaté qu'on manquait de statistique sur le sujet (ex : en 1999, aucune source d’information permettait d'évaluer la proportion des jeunes ayant utilisé une motoneiges ou un véhicules tout terrain ou une motomarines avant l'age légal de 14 ans), en particulier sur la pratique de la motomarine en eau douce. Une grande enquête a été lancée en 1998 par un comité technique incluant plusieurs ministères et divers spécialistes sur le thème des « solutions à envisager pour améliorer la sécurité et la qualité de vie sur les lacs et cours d’eau du Québec », sur la base d'un questionnaire envoyé à environ 500 institutions et représentants d'usagers. La motomarine et les embarcations à haute performance dites « cigarette boat » étaient souvent cités par les autres usagers de l'eau, comme source de danger et de nuisances (sonores notamment, avec les hydroglisseurs et les hydravions), et ne respectant souvent pas la réglementation et les bonnes pratiques de sécurité. Et « les rejets des moteurs à essence, particulièrement ceux des moteurs à deux temps, ont été fréquemment mentionnés comme problème de pollution » (dont sur des lacs servant de réservoir d'eau potable). Les répondants ont suggéré « d’adopter des règlements particuliers pour la conduite de ce type d’embarcation (…) de mieux encadrer le locataire de motomarine en lui jumelant un accompagnateur/guide lors de ses sorties. Certains ont insisté sur l’utilité des clubs d’adeptes qui favorisent la pratique de la motomarine davantage basée sur la randonnée que sur les prouesses acrobatiques. Ces clubs pourraient servir de relayeurs d’information, de sensibilisateurs à la sécurité et à l’importance de la formation et à fournir un encadrement aux pratiquants ».

### Nuisances sonores, pollution sonore subaquatique, dérangement de la faune marine, insulaire et littorale
Malgré les efforts, efficaces, d'insonorisation vibro-accoustique du moteur thermique caché dans la coque, le bruit résiduel du moteur, et surtout le bruit du jet, et des chocs répétés contre les vagues et la surface de l'eau (d'autant plus intense que la vitesse est élevée, ou que lapuissance du moteur est utilisée pour réaliser des sauts et/ou des virages serrés), restent problématiques.

En effet, contrairement aux autres embarcations qui se déplacent plutôt en ligne droite, les jetskieurs ont tendance à évoluer en virages serrés, à faire des accélérations et des sauts, voire des figures acrobatiques (demandant de nombreuses heures d'entrainement). Comme son nom l'indique, la « motomarine » amène sur l'eau l'univers de la moto terrestre et de la motoneige : les notions de pilotage, l'envie et la possibilité de se faire plaisir et se donner des sensations fortes, de manière sportive, ainsi que des codes esthétiques propres à cet univers.
De nombreuses études ont montré que la pollution sonore subaquatique a des impacts qui ont longtemps été ignorés puis sous-estimés.
En 2015 le projet d'implantation, près de la Tour Solidor à Saint-Malo, d'une école de jet-ski avait suscité une polémique, finalement résolue par le déplacement du projet dans l'avant-port, l'absence de location libre au profit de randonnées de 1, 2 ou 3 heures, encadrées par un moniteur, et une vitesse ne dépassant pas 3 noeuds jusqu’à la sortie du port, puis 5 nœuds sur la bande des 300 m.
Des actions ont permis d'interdire ou de restreindre l'accès des motomarines dans certaines zones naturelles particulièrement sensibles (zones naturelles protégées notamment). Au Canada par exemple, la sénatrice Mira Spivak a tenté à cinq reprises entre 2001 et 2008 de faire passer un projet de loi visant à contrôler l'usage des plans d'eau par les motomarines en permettant aux communautés riveraines de faire une demande d'interdiction, mais ses propositions n'ont jamais été retenues, faute d'éléments tangibles pour étayer son dossier (mesures, études d'incidence) et le législateur a préféré laisser aux provinces et aux localités le soin d'appliquer des règles particulières de navigation sur leur plan d'eau. Plusieurs États américains ont également mis en place des législations interdisant leur usage sur des lacs de moins de 30 hectares (75 acres).
Les vagues et remous générées près des berges fragiles sont aussi source d'érosion des berges et de remise en suspension ou de perturbation du sédiment à faible profondeur (notamment quand les ailettes du jet sont rabattues, en marche arrière particulièrement).
Améliorations
Il était notamment reproché aux fabricants le bruit et une pollution de l'air et de l'eau via l'échappement et le rejet d'huile moteur (minérale), avec une consommation d'environ 25L aux 100 km (et plus pour certains moteurs).
Les fabricants de motomarines ont dès 1998 engagé une refonte de la conception des engins. Ceux-ci ont progressivement été dotés de moteurs quatre-temps, qui représentaient en 2006 la totalité des motomarines neuves mise sur le marché, hormis quelques modèles deux-temps destinés au free-style en compétition). Les moteurs quatre-temps sont 70 % moins bruyants que les moteurs à deux temps et leur sonorité est beaucoup moins aiguë car le régime moyen et maximum des moteurs 4-temps est trois à quatre fois moins élevé (valeur moyenne du couple maxi : 3 000 tr/min en quatre-temps, 10 500 tr/min en deux-temps). L'isolation phonique du compartiment moteur a été améliorée, et des pots catalytiques ont diminué les émissions polluantes de 90 %. Dès lors, on observe peu de démarches anti-motomarine depuis 2009 et on parle même de la réintroduire sur certains lacs aux États-Unis où elle avait été interdite quelques années antérieurement.
Le plein de carburant se fait le plus souvent[réf. souhaitée] dans des stations-service terrestres, ce qui limite fortement les risques de perte ou fuite de carburants sur le sol ou dans l'eau, contrairement aux pleins de carburant effectués par les bateaux aux stations à quai dans les ports.

### Risques et dangers
Comme n'importe quel véhicule motorisé, les motomarines sont sujettes à des défaillances et bris mécaniques et à des accidents. En outre, le pilotage d'une motomarine présente un risque supplémentaire pour les néophytes qui le considèrent comme un avantage : leur manœuvrabilité. En effet, le mouvement du guidon change la direction d'éjection de l'hydrojet. Plus le régime du moteur est élevé, plus le changement de direction est vif et efficace. Si le moteur s'arrête subitement, il y a perte complète de maîtrise de la direction. En cas d'évitement d'urgence, le conducteur doit donc accélérer pour avoir une meilleure manœuvrabilité, ce qui n'est pas intuitif chez les pilotes inexpérimentés et peut causer des accidents,. Comme mentionné plus haut, certains modèles disposent d'ailettes de gouvernail pour remédier à ce problème.
Au Québec où la motomarine s'est rapidement popularisée (peut-être parce que proche de la motoneige), une étude a montré que :
- hors du domicile, les produits de consommation les plus susceptibles d’être associés à des blessures mortelles ou graves sont les véhicules dits récréatifs motorisés (véhicules tout terrain, motoneiges (plus de 30 % des admissions à l’hôpital), motomarines et motos tout-terrain (plus de 20 % des admissions à l’hôpital) ;
- parmi les accidents survenus en motomarine, la tête et/ou le coup étaient touchés dans 37 % des cas d’hospitalisation. Des traumatismes inhabituels sont possibles (ex : le muscle deltoïde d'une jeune femme ayant perdu connaissance lors d'un accident de motomarine était entièrement décollé de l'os, un phénomène rare (elle a pu bénéficier d'une chirurgie reconstructrice, mais en conservant une douleur persistante et des cicatrices)[36].
- dans la plupart des cas, les blessés ou tués ne portaient pas de casque au moment de l'accident[37]. Une autre étude a conclu en 2012 que, à l'échelle du Canada, 90,95% des personnes hospitalisées pour accident de motomarine ne portaient pas de casque[38] ;
- alors que le nombre de pratiquants de motomarines tués était passé au Québec de 4 morts par an liés à un accident de motomarine en 1995 à 12 en 1997, un utilisateur a ensuite le 12 juillet 1997, tué par collision avec un canot pneumatique deux enfants québécois. La presse a appelé à plus de contrôle et de réglementation et le gouvernement fédéral a l'année suivante édicté que les moins de 16 ans ne pourraient plus conduire de motomarines. Mais il a fallu attendre le 1er avril 2002 pour que les conducteurs d'embarcations dussent satisfaire aux exigences de formation obligatoires[39].

La pratique en mer est rendue plus dangereuse à cause des vagues, mais les accidents graves sont aussi au Québec répertoriés en eau douce : ainsi, à la fin des années 1990, les décès lors d’activités nautiques, par traumatisme autre que la noyade (soit 9 % des décès reliés au nautisme au Québec) survenaient principalement sur les lacs et cours d’eau navigables. Les traumatismes physiques étaient dus à des collisions ou à des lacérations par hélice. Les bateaux à moteur de plus de 5,5 m et les motomarines étaient les engins les plus impliqués, souvent dans un contexte d'alcoolémie.
Les hélices de l'engin sont invisibles, mais le jet qui propulse l'engin, très puissant peut être une source de traumatisme grave pour le passager en cas de chute à l'arrière de l'engin en marche, ou toute personne s'y trouvant exposée de près (notamment en cas d'exposition du visage ou du périnée. Ainsi, un passager tombé à l'arrière d'une motomarine peut être exposé au jet très puissant provenant de la turbine. S'il n'est pas équipé d'un vêtement protecteur (comme une combinaison en néoprène), l'eau peut violemment pénétrer son anus et causer des dommages importants allant jusqu'à la mort,. Par exemple, un passager de seize ans est mort ainsi à la suite d'une chute derrière une motomarine en Illinois. L'autopsie a révélé que la cause principale du décès était un syndrome du choc toxique causé par une infection bactérienne à la suite du déchirement de l'anus par le jet. Dans un autre cas (2006), un jury du Comté de Napa, en Californie, a condamné Polaris Industries à verser 3,7 millions de dollars en dommages et intérêts à une victime qui a survécu à un tel accident mais souffre de handicaps importants comme l'incontinence fécale. Dans un autre cas, deux ans après l'accident, une femme de 33 ans a du être opérée pour une hydronéphrose.
Si le jet d'eau lors d’accélérations peut donc présenter un danger mortel pour les personnes mal équipées, l'hélice protégée par une grille dans son carénage permet d'éviter des accidents de lacération que l'on observe avec les bateaux à moteurs qui peuvent menacer des baigneurs, la faune sous-marine (lamantins par exemple) ou des équipements (parcs ostréicoles, filets dérivants, etc.). Toutefois sous la motomarine, le puissant effet de succion à l'endroit de la prise d'eau est une autre source de danger (la turbine d'un jetski est située dans la coque de l'engin, immergée de quelques centimètres sous le niveau de l'eau).
Dans une eau polluée (fréquente dans les ports, les estuaires, les canaux ou à proximité d'émissaires immergés ou d'autres exutoires d'eaux usées ou de stations d'épuration ou de ruissellement), l'exposition aux embruns et gouttelettes générés par les vagues, ou le moteur et le véhicule lui-même, ou l'ingestion involontaire d'eau en cas de chute, le risque d'infection (otites, infections pulmonaires, diarrhées et autres maladies gastro-intestinales ou MGI) augmente significativement.

## Interdictions totales ou partielles
En France, la navigation en motomarines en mer a été interdite en baie de Somme, créant un précédent alors qu'antérieurement des propositions similaires avaient été rejetées sur d'autres sites naturels d'exception (comme le golfe du Morbihan ou le bassin d'Arcachon). La raison étant que les motomarines sont une source importante de dérangement pour les animaux de cette baie qui est un site majeur de repos pour la migration des oiseaux ; de première importance en Europe pour sept espèces d'oiseaux migrateurs et pour les phoques qui ont commencé à y reconstituer leur population.
Des riverains et usagers des plans d'eau, des ports et/ou des protecteurs de la biodiversité marine, continueaient en 2021 de pointer les nuisances occasionnées. Plus tard (début des années 2020), des communes ont interdit les motomarines en occitanie, dans les ports où ces engins étaient jugés trop bruyants  ou pour des raisons écologiques comme à Argelès-sur-Mer (Pyrénées-Orientales).

## Fédérations
- IJSBA (International Jet Sports Boating Association)[49]
- IFWA (IFWA International FreeRide WaterCraft Association - Fédération Internationale de Jetski Freeride)
- UIM (Union internationale motonautique)[50]
- FFM (Fédération française motonautique)[51]